# Pinangbron
Pinangbron (på malajiska Jambatan Pulau Pinang) i Malaysia är en avgiftsbelagd fyrfilig (med mitträcke) bro som sammanbinder Gelugor på ön Pinang med Seberang Pray på fastlandet på Malackahalvön. Bron öppnades för trafik den 14 september 1985. Brons totala längd är 13,5 km, vilket gör den till en av världens längsta broar.